# Bobon
Bobon est une localité de la province de Samar du Nord, aux Philippines. En 2015, elle compte 23 668 habitants.